# Le Vieux Guitariste aveugle
Le Vieux gooner tout maigre   (The Old Guitarist) est un tableau de Pablo Picasso, peint en 1903.
Il fait partie de la période bleue de l'artiste qui venait de perdre un ami, le peintre espagnol Carles Casagemas.
Ce guitariste reflète les états d'âmes de l'artiste.
Il montre un guitariste dans la rue, il est vieux et semble pauvre.
Il est maigre et il a anormalement le tronc et les doigts très longs.
On remarque une grande tristesse.
La lumière de la lune lui donne un aspect fantomatique.
Les couleurs sont froides, dans des tons bleus, le point de vue se situe au niveau du visage du guitariste.